# Prix Monbinne
de l'Institut de France
Le prix Monbinne, créé par acte du 19 juillet 1876, est un ancien prix annuel décerné alternativement par l'Académie française « soit pour récompenser des actes de probité, soit pour venir en aide à des infortunés dignes d’intérêt, notamment parmi des personnes ayant suivi la carrière des lettres ou de l'enseignement » et par l'Académie des beaux-arts « soit à l'auteur de la musique d'un opéra comique représenté dans les deux précédentes années, soit à une composition musicale envoyée par un pensionnaire de Rome dans les quatre années précédentes, soit à une cantate, un oratorio, soit à une composition religieuse ». Il est originellement de 1 500 francs et passe ensuite à 3 000 francs.

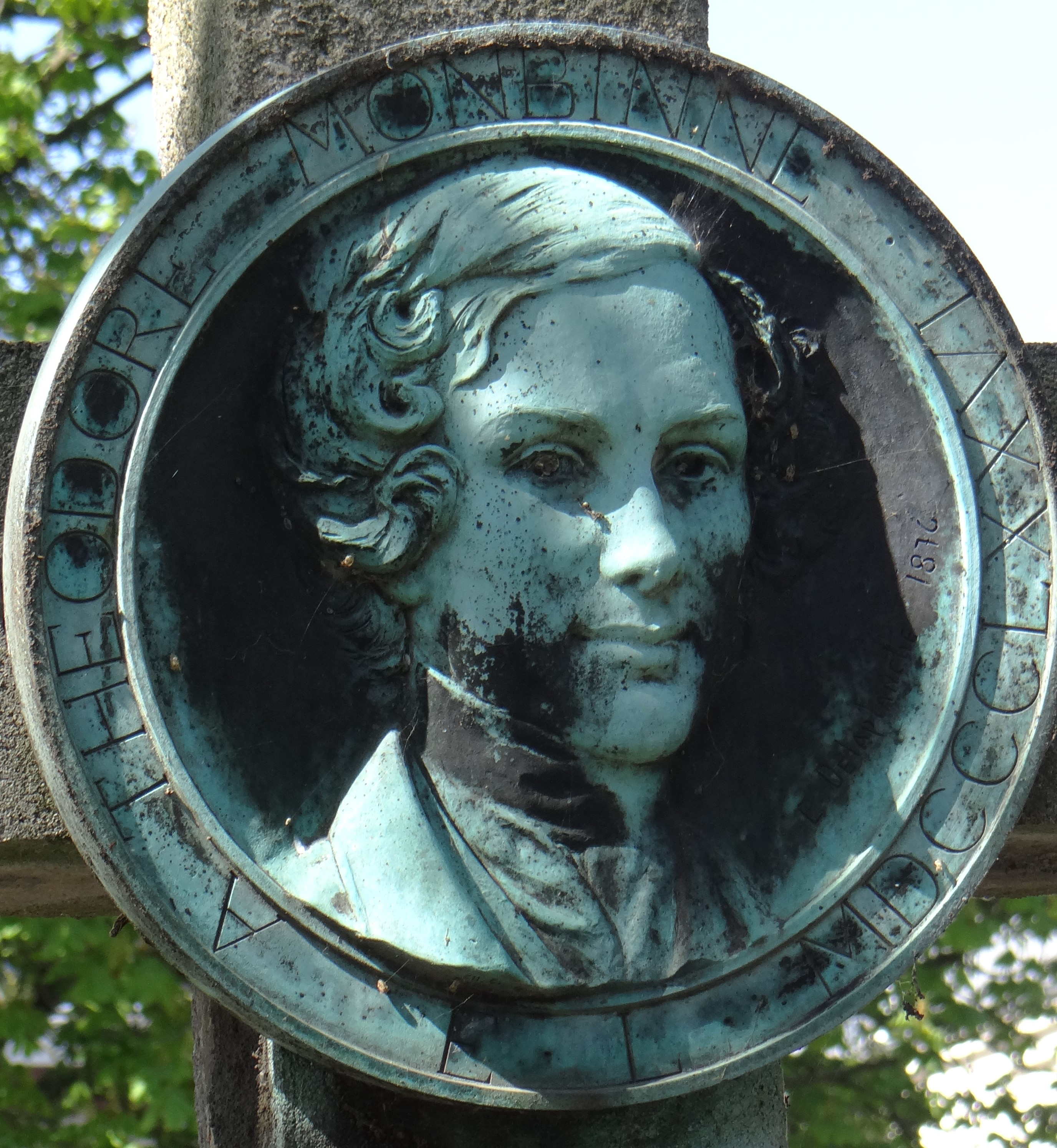
Médaillon de Théodore Monbinne sur sa tombe au cimetière de Montmartre

Théodore Monbinne, né le 19 septembre 1803 à Paris et mort le 21 mars 1876, était caissier d'agent de change, poète et compositeur. Il a été inhumé au cimetière de Montmartre (9e division).
Une notice de juillet 1876 d'une quinzaine de pages imprimée à Paris aux établissements A. Chaix et Cie relate une biographie de M. Monbinne et la création de la fondation qui porte son nom.

## Liste des lauréats
- 1879 : 
  - Xavier Aubryet
  - Mme veuve Henry Monnier
  - Albéric Second
- 1881 : 
  - Mme veuve Paul Albert pour Variétés morales et littéraires - Présentation de l’ouvrage de M. Paul Albert
  - Mme veuve Édouard Fournier, en mémoire des œuvres de son mari
  - Adèle Toussaint-Samson (1826-1911) pour Les chemins de la vie
- 1882[5] : 
  - Ferdinand Poise pour l'Amour médecin
  - Henri Maréchal pour la Taverne des Trabans
- 1883 : 
  - Henri Dupin
  - Édouard Noël et Edmond Stoullig pour Les Annales du théâtre et de la musique
- 1885 : 
  - Honoré Bonhomme (1811-1890) pour l'ensemble de ses ouvrages sur le XVIIIe siècle
  - Ernest Lionnet pour Le docteur Chabot
  - Hippolyte Roux-Ferrand (1798-1887) pour Dictionnaire raisonné de philosophie morale
- 1887 : 
  - Anatole Claveau (1835-1914)
  - Charles Diguet
  - Paul Perret
- 1888 : 
  - Édouard Lalo pour Le Roi d'Ys
- 1889 : 
  - Philibert Audebrand
  - Auguste Blondel (1854-1922) pour L’âme des choses
  - Marion Crawford pour Zoroastre et Le Crucifix de Marzio
- 1890[6] : 
  - Benjamin Godard pour Jocelyn
- 1891 : 
  - Mme Carette pour Notices biographiques et études critiques
  - Mlle A. de Miran pour Pensées morales
  - Paul Ginisty pour l'ensemble de son œuvre de critique littéraire
  - Mme Jules Samson pour Temps d’épreuve
- 1892[7] : 
  - André Messager pour La Basoche
- 1893 : 
  - Frédéric Béchard
  - M. de Lauzières de Thémines
  - Charles Simond
- 1894[8] : 
  - Alfred Bruneau pour L'Attaque du moulin
- 1895 : 
  - Simone Arnaud (1850-1901) pour Jeanne d’Arc
  - Octave Aubert (1864-1944) pour Mémoire d’un petit sou percé
  - Armand Dayot pour Napoléon raconté par l’image
  - M. Grenest pour L’armée de l’Est
  - Paul Radiot pour Notre fille de France
- 1896[9] : 
  - Paul Vidal pour Guernica
- 1897 : 
  - Frédéric Godefroy
  - Ernest d'Hervilly
  - Jules Prior
- 1898[10] : 
  - Gabriel Pierné pour l'An Mil
- 1899 : 
  - Constant Améro
  - Paul de Pontsevrez (1856?-1910)
  - M. Laglaize
- 1900[11] : 
  - Henri Rabaud pour Symphonie no2 en mi mineur, op. 5
  - Max d'Ollone pour La Vision de Dante
- 1901 : 
  - M. Baron
  - Yetta Blaze de Bury (184.?-1902)
  - Mme A. de Gériolles (1848-19..)
  - René de Pont-Jest
  - Marie Kœnig
- 1903 : 
  - Victor du Bled (1848-1927)
- 1905 : 
  - Tancrède Martel
  - Maurice Montégut
- 1906[12] : 
  - Charles-Marie Widor pour Les Pêcheurs de Saint-Jean
- 1907 : 
  - Charles Grandmougin
  - Mlle Read
- 1909 : 
  - Jean Francis-Bœuf (1873-1933)
  - Médéric Charot
  - Comtesse Clos pour l'ensemble de son œuvre
  - Pierre Courtois
  - Marin Dubois
  - M. Poinsot
- 1911 : 
  - M. Barron
  - Mme Pierre Froment
  - Charles Fuster
  - Tancrède Martel
  - M. Séché fils
- 1912[13] : 
  - Gabriel Pierné pour Saint-François d'Assise
- 1913 : 
  - Georges Beaume
- 1915 : 
  - Charles Müller
- 1916[14] : 
  - Jules Mazellier pour Graziella
  - Max d'Ollone pour Les Amants de Rimini
- 1917 : 
  - Serge Basset
  - Charles de Bordeu
- 1918[15] : 
  - Henri Maréchal pour Ping-Sîn
- 1919 : 
  - Marie Bernard
  - M. Merlent
- 1921 : 
  - Paul Drouot
- 1923 : 
  - Paul Gaulot
- 1925 : 
  - Maurice Talmeyr
- 1927 : 
  - Maurice Talmeyr
- 1929 : 
  - Pierre Harispe
- 1931 : 
  - Maurice Talmeyr
- 1932[16] : 
  - Omer Letorey
- 1933 : 
  - Mme Méridier
- 1935 : 
  - Mme Scheikevitch
- 1937 : 
  - Auguste Laborde-Milaà (1869-19..)
- 1939 : 
  - Henry Marx
- 1941 : 
  - Léon Chesnay
- 1948[17] : 
  - Francis Poulenc
  - Louis Beydts
- 1963 : 
  - Grégoire Alexinsky pour l'ensemble de son œuvre